# Claus Flensborg
Claus Flensborg (født 2. oktober 1976 i Randers) er en tidligere dansk håndboldspiller, der for det meste blev brugt som højre back.
Den 1,94 m høje venstrehåndede startede sin karriere hos Randers HK. Derfra flyttede han til den schweiziske Nationalliga A i Zürich. I foråret 1997 underskrev Bjerringbro-Silkeborg kontrakt med ham. Efter to sæsoner sluttede han sig til KIF Kolding, hvor han vandt det danske mesterskab i 2001, 2002, 2003 og 2005 samt pokalcuppen i 2002 og 2005. Internationalt vandt han UEFA Pokalvindernes Turnering Cup 1999/2000. EHF Champions League kvartfinalen i sæsonen 2001/02 og 2002/03 nåede Claus Flensborg til med KIF Kolding.
I 2005 skiftede han til GOG Svendborg TGI, som vandt cuppen i 2006 og mesterskabet i 2007. Med GOG kom han i EHF Cup 2005/06 i kvartfinalen og i EHF Champions League 2006/07 i 16-runden.
Med det danske håndboldlandshold vandt Flensborg bronzemedalje ved EM i 2002. Han spillede 81 kampe, hvor han scorede 122 mål.
Claus Flensborg har siden 2010 arbejdet som administrativ direktør for Business Kolding Institute.